# لي كرايغ
لي كرايغ (بالإنجليزية: Lee Craig)‏ هو عالم تشريح أمريكي، (و. 1866  م).